# Amaranthus blitum subsp. emarginatus
Amaranthus blitum subsp. emarginatus é uma subespécie de planta com flor pertencente à família Amaranthaceae. 
A autoridade científica da subespécie é (Moq. ex Uline & W.L. Bray) Carretero, Muñoz Garm. & Pedrol, tendo sido publicada em Ann. Jard. Bot. Madrid 44: 599. 1987.

## Portugal
Trata-se de uma subespécie presente no território português, nomeadamente em Portugal Continental.
Em termos de naturalidade é introduzida na região atrás indicada.

## Protecção
Não se encontra protegida por legislação portuguesa ou da Comunidade Europeia.